# Araguanã (Maranhão)
Araguanã é um município brasileiro do estado do Maranhão. Localiza-se a uma latitude 02º57'10" sul e a uma longitude 45º39'55" oeste, estando a uma altitude de 0 metros. Sua população é de  13.973 habitantes (Censo 2010). Possui uma área de 1103,33 km².

## História
O município de Araguanã foi criado pela Lei n° 6.171, de 10 de novembro de 1994, com sede no Povoado Araguanã, sendo desmembrado do município de Zé Doca, subordinado à Comarca de Zé Doca. A cidade de Araguanã limita-se ao Norte com os municípios de Santa Luzia do Paruá e Nova Olinda do Maranhão; a Leste com o município de Pinheiro; a Oeste e a Sul com o município de Zé Doca.
Gentílico: araguanaense ou araguanense.  

## Geografia
O município de Araguanã possui um território de 805,194 quilômetros quadrado, o que o coloca na posição 118 dentre as 217 cidades do estado do Maranhão.
Demografia
Conforme o Censo Demográfico de 2022, a população do município de Araguanã era de 11.181 habitantes e a densidade demográfica era de 13,89 habitantes por quilômetro quadrado. Comparando-se com outros municípios do Estado, ficava nas posições 157 e 145 de 217. Já a estimativa populacional para o ano de 2024 era de 11.347 pessoas.
Economia
Em 2021, O PIB per capita do município de Araguanã era de R$ 6.491,48. Comparando-se com outros municípios do Estado, ficava na posição 206 de 217. Já o percentual de receitas externas em 2023 era de 96,25%, o que o colocava na posição 36 dentre as 217 cidades do Maranhão.
| Salário médio mensal dos trabalhadores formais [2022]                                             | 2,7 salários mínimos |
| Pessoal ocupado [2022]                                                                            | 384 pessoas          |
| População ocupada [2022]                                                                          | 3,43 %               |
| Percentual da população com rendimento nominal mensal per capita de até 1/2 salário mínimo [2010] | 56,6 %               |

Fonte: IBGE
Educação
Em 2021, a taxa de escolarização de 6 a 14 anos de idade do município de Araguanã era de 96,3%. Comparando-se com outros municípios do Estado, ficava na posição 132 de 217. Já o Índice de Desenvolvimento da Educação Básica (IDEB), no ano de 2023, para os anos iniciais do ensino fundamental na rede pública era 5,2 e para os anos finais, 3,5.
| Taxa de escolarização de 6 a 14 anos de idade [2010]             | 96,3 %           |
| IDEB – Anos iniciais do ensino fundamental (Rede pública) [2023] | 5,2              |
| IDEB – Anos finais do ensino fundamental (Rede pública) [2023]   | 3,5              |
| Matrículas no ensino fundamental [2023]                          | 2.127 matrículas |
| Matrículas no ensino médio [2023]                                | 458 matrículas   |
| Docentes no ensino fundamental [2023]                            | 143 docentes     |
| Docentes no ensino médio [2023]                                  | 18 docentes      |
| Número de estabelecimentos de ensino fundamental [2023]          | 18 escolas       |
| Número de estabelecimentos de ensino médio [2023]                | 1 escolas        |

Fonte: IBGE